# Pseudarcturella chiltoni
Pseudarcturella chiltoni là một loài chân đều trong họ Austrarcturellidae. Loài này được Tattersall miêu tả khoa học năm 1921.